# مارتین فورکل
مارتین فورکل (آلمانی: Martin Forkel؛ زادهٔ ۲۲ ژوئیهٔ ۱۹۷۹) بازیکن سابق فوتبال اهل آلمان است که در حال حاضر در سمت دستیار مربی برای باشگاه فوتبال استقلال تهران در لیگ برتر خلیج فارس کار می‌کند.
وی که در دوران بازی خود یک دفاع راست بوده برای باشگاه‌هایی از جمله باشگاه فوتبال زاربروکن و باشگاه فوتبال گروتر فورث بازی کرده‌است.